# Irmgard Bartenieff

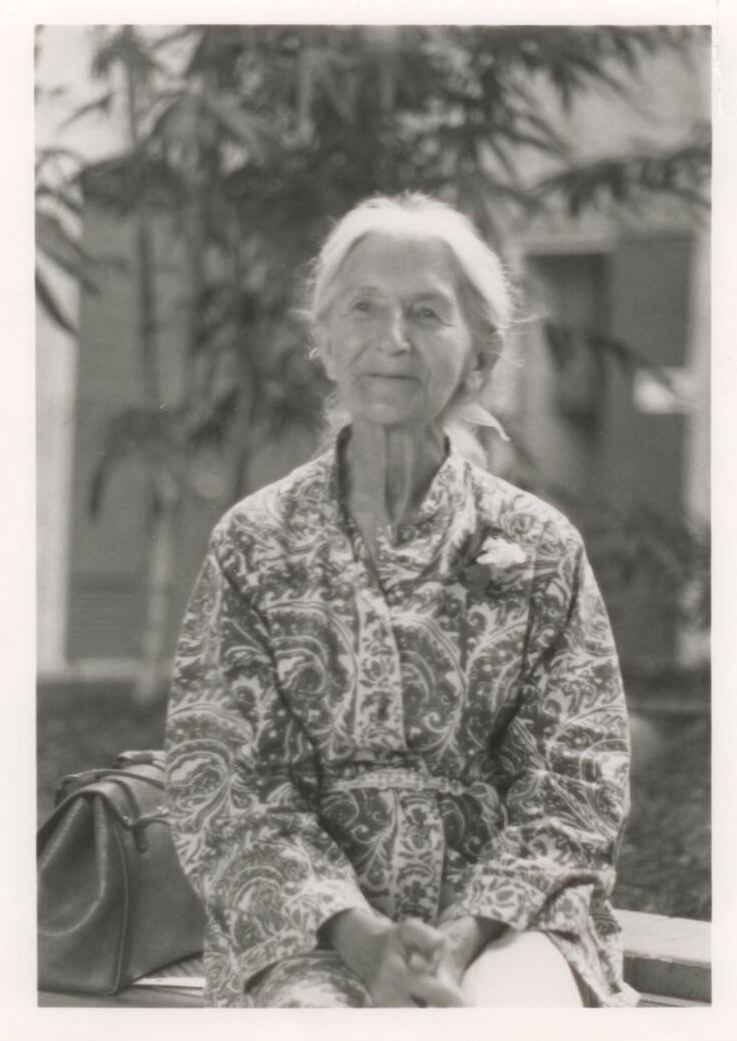
Irmgard Bartenieff

Irmgard Bartenieff (* 24. Februar 1900 in Berlin; † 27. August 1981 in New York) war eine Tänzerin, Choreografin und Tanztherapeutin.
Sie war Schülerin von Rudolf Laban und erwarb 1925 ihr Laban Diplom in Berlin. Zunächst arbeitete sie in Deutschland mit einer eigenen kleinen Tanzkompanie, mit der sie Tänze aus dem Barock rekonstruierte und vorführte. Außerdem unterrichtete sie Kinetographie Laban, später auch Labanotation genannt. Kurz vor Beginn des Zweiten Weltkrieges konnte Bartenieff mit ihrem Mann Michael nach New York, USA emigrieren; im Jahr 1939 folgten ihre Söhne Igor und George. In den 1940er Jahren erlernte sie Schwedische Massage und Physiotherapie. In den fünfziger Jahren absolvierte sie bei dem 1937 nach Großbritannien emigrierten Rudolf Laban fünf weitere Sommerkurse. In den 1960er Jahren arbeitete sie als Forschungsassistentin von Dr. Israel Zwerling am Einstein Medical College und später in der Bronx State University. Als Pionierin in der systematischen Beobachtung und Dokumentation von Patienten wurde sie zur Ur-Mutter der Tanztherapie. Zusätzlich entwickelte Bartenieff aus Labans bewegungsanalytischen Theorien und ihrer eigenen Erfahrung als Tänzerin, Physio- und Tanztherapeutin eine Körperarbeit: die Bartenieff Fundamentals.
1965 unterrichtete sie das erste „Effort/Shape“ Programm im Dance Notation Bureau und gründete 1978 das Laban/Bartenieff Institute of Movement Studies. Hier unterrichtete sie die Bartenieff Fundamentals Körperarbeit und die Laban Movement Analysis (Laban-Bewegungsstudien). Kurz vor ihrem Tod schrieb sie gemeinsam mit Doris Lewis ihr einziges Buch: Body Movement: Coping with the Environment ISBN 0-677-05500-5. 1988 wurde der Europäische Verband für Laban/Bartenieff Bewegungsstudien - EUROLAB gegründet, der ihre Arbeit in Deutschland fortsetzt.